# Бразилия на зимних Паралимпийских играх 2018
Бразилия на зимних Паралимпийских играх 2018 года в Пхёнчхане была представлена двумя спортсменами в соревнованиях по лыжным гонкам.

## Состав
Лыжные гонки
1. Кристиан Рибера
2. Алин Роча

## Результаты

### Лыжные гонки

#### Мужчины

##### Спринт
| Класс | Соревнование                | Спортсмены      | Класс | Квалификация | Квалификация | Полуфинал            | Полуфинал            | Полуфинал            | Финал                | Финал                | Итоговое место |
| Класс | Соревнование                | Спортсмены      | Класс | Результат    | Место        | Заезд                | Результат            | Место                | Результат            | Место                | Итоговое место |
| ----- | --------------------------- | --------------- | ----- | ------------ | ------------ | -------------------- | -------------------- | -------------------- | -------------------- | -------------------- | -------------- |
| Сидя  | 1,1 км, классический спринт | Кристиан Рибера | LW11  | 3:17.36      | 15           | Завершил выступление | Завершил выступление | Завершил выступление | Завершил выступление | Завершил выступление | 15             |

##### Дистанционные гонки
| Класс | Соревнование        | Спортсмены      | Класс | Время   | Отставание | Место |
| ----- | ------------------- | --------------- | ----- | ------- | ---------- | ----- |
| Сидя  | 7,5 км классический | Кристиан Рибера | LW11  | 23:41.6 | +1:13.2    | 9     |
| Сидя  | 15 км свободный     | Кристиан Рибера | LW11  | 43:47.5 | +2:10.5    | 6     |

#### Женщины

##### Спринт
| Класс | Соревнование                | Спортсмены | Класс | Квалификация | Квалификация | Полуфинал             | Полуфинал             | Полуфинал             | Финал                 | Финал                 | Итоговое место |
| Класс | Соревнование                | Спортсмены | Класс | Результат    | Место        | Заезд                 | Результат             | Место                 | Результат             | Место                 | Итоговое место |
| ----- | --------------------------- | ---------- | ----- | ------------ | ------------ | --------------------- | --------------------- | --------------------- | --------------------- | --------------------- | -------------- |
| Сидя  | 1,1 км, классический спринт | Алин Роча  | LW11  | 4:23.13      | 22           | Завершила выступление | Завершила выступление | Завершила выступление | Завершила выступление | Завершила выступление | 22             |

##### Дистанционные гонки
| Класс | Соревнование      | Спортсмены | Класс | Время   | Отставание | Место |
| ----- | ----------------- | ---------- | ----- | ------- | ---------- | ----- |
| Сидя  | 5 км классический | Алин Роча  | LW11  | 19:23.4 | +2:41.4    | 12    |
| Сидя  | 12 км свободный   | Алин Роча  | LW11  | 46:22.3 | +8:06.4    | 15    |